# Вагилевич, Иван Николаевич
Ива́н Никола́евич Вагиле́вич (псевдонимы Вагилевич Далибор, Волк Заклика; 2 сентября 1811, Ясенев-Горишный, ныне Рожнятовского района Ивано-Франковской области Украины — 10 июня 1866, Львов) — поэт-романтик, стоявший у истоков кружка «Русская троица»; писал преимущественно на польском и украинском языках, историк галицко-русской литературы, писатель, священник. Один из авторов альманаха «Русалка Днестровая».

## Биография
Вагилевич происходил из греко-католической семьи, впоследствии перешёл в протестантство.
Вместе с М. С. Шашкевичем и Я. Ф. Головацким (т. н. «Русская троица») выступил в Галиции, в 1840-х годах, с идеей национального возрождения Галицкой Руси, подобно тому как в Малороссии выступали Шевченко, Кулиш, Костомаров и др.
Свою литературную деятельность начал со стихов («Мадей» и «Жулин і Калина») и прозаических переводов «Слова о полку Игореве» как на малорусский (опубликован в 1884 г.), так и на польский (опубликован в 1986 г.) языки. Вскоре Вагилевич увлёкся научной работой и от стихотворства отказался. Наиболее известные труды Вагилевича — «Заметки о русской литературе», «Передговір к народнім пісням», «Граматика мови малоруської в Галичині», «Akta grodzkie i ziemskie» и др.
Вагилевич подвергался со стороны польской полиции преследованиям, которые в конце концов заставили его отказаться от «увлечений молодости» и перейти в «польский лагерь». 
В 1848 году издавал газету «Dnewnik ruski». Автор сочинения «Gramatyka jezyka maloruskiego» (1845) и разных статей по этнографии.

## Сочинения
- «Русалка Днестровая» (1837)
- «Gramatyka jezyka maloruskiego» (1845)
- «Заметки о русской литературе» (1848)
- «Akta grodzkie i ziemskie»